# Concepción Josefa Tarazaga Colomer
Concepción Tarazaga Colomer (València, 25 d'agost de 1890 - Mèxic, 1957) fou una professora valenciana compromesa amb la República Espanyola i exilada a Mèxic.
Ella és un exemple de com els països que reberen els intel·lectuals exiliats pogueren gaudir d'uns professionals que dispensaren un magisteri renovador, del qual restarien privats els seus compatriotes.

## Biografia
Valenciana de naixement, era filla de Santiago Tarazaga Villegas i de Concepció Colomer Tormo. Estudià Magisteri a la Normal de València, on obtingué el títol de mestra de Primera Ensenyança (1906) i d'Ensenyança Superior (1909), que li permeteren traslladar-se a Madrid, on estudiaria a l'Escola Superior del Magisteri, i obtindria el títol de professora normalista dins de la sisena promoció de Lletres (1914-1917). Simultanejava aquests estudis amb els de Métodes i procediments per a l'ensenyament especial de sordmuts i de cecs. en el Col·legi Nacional de sordmuts i cecs de Madrid, on va fer, de manera voluntària, les pràctiques amb xiquets amb minusvalies i on s'encarregaria de la gimnàstica educativa.
Finalitzada l'estada a Madrid, la seua primera plaça de professora normalista fou a la Normal femenina d'Ourense, on exercí des de 1919 fins a desembre de 1923 impartint Gramàtica i literatura espanyola amb exercicis de lectura, Història Antiga i Medieval i Geografia. D'Ourense es traslladà a la Normal de mestres de Les Palmes i s'encarregà de les matèries de Pedagogia, la seua història, i Rudiments de dret i legislació escolar. Quan es creà la Normal femenina, s'hi traslladà, i en fou la directora. El 1930 tornà a demanar trasllat, aquesta vegada a la Normal Femenina de València, on impartí Geografia, Gimnàstica rítmica i Pedagogia. Amb la unificació de les Normals continuà impartint aquestes assignatures. però el febrer del 1935 és declarada excedent forçosa amb dos terços del sou, segons l'Ordre Ministerial de 22/01/1935. Tres mesos després, però, es reincorporà al càrrec, encarregant-se d'impartir Història de la Pedagogia i a portar una secció d'alumnes de legislació escolar en el grau cultural. Durant l'etapa republicana seria la secretària de l'Escola Normal de Magisteri de València, llevat de l'etapa d'excedència.
Afiliada a l'Aliança d'Intel·lectuals per la Defensa de la Cultura de València, participà de manera activa en els actes que s'hi organitzaren. Dona molt activa, no va reduir la seua tasca pedagògica a la docència i, preocupada pels més menuts, en especial els de classe treballadora, fou vocal de la Junta de Protecció a la Infància de València, delegada i encarregada de l'organització i règim interior i pedagògic de les primeres escoletes de xiquets per a fills de mares treballadores a València, i col·laboradora en l'organització de colònies escolars d'estiu.
Durant la guerra, des de l'Escola Normal s'incorporà al Comitè de Dones contra la Guerra i el Feixisme i l'Aliança d'Intel·lectuals per a la Defensa de la Cultura. Va ser vocal de la Junta de Protecció de la Infància, organitzà cantines escolars per als xiquets refugiats de Madrid i engegà diverses iniciatives per confeccionar roba per al front. Va participar en la fundació de l'Escola Cossío a València.
Finalitzada la guerra va ser sotmesa a procés de depuració i sancionada amb la separació de la docència per l'article 171 d'abandó de destinació, ja que s'havia exiliat a França, a Saint Etienne (Loira) i Seta (Erau). Al 13 de juliol s'embarcà al Mexique al port de Pauillac (Gironde) i arribà a Mèxic, al 27 de juliol de 1939, on va treballar impartint classes al Instituto Hispano-Mexicano Ruiz de Alarcón de la ciutat de Mèxic, una de les institucions docents fundades pels exiliats amb l'ajut del govern mexicà, encara que fou una experiència fallida.
Guillermina Medrano, alumna seua, la definia com una «dona apassionada, bona professora i sempre desitjosa d'ajudar les seves alumnes».

## Llegat i memòria
Una escola d'ensenyament primari del districte de Tlalpan, a Mèxic, DF, porta el seu nomː Escuela Profesora Concepción Tarazaga Colomer.